# Wethersfield Airport
Wethersfield Airport (engelska: MDPGA Wethersfield) är en flygplats i Storbritannien.   Den ligger i grevskapet Essex och riksdelen England, i den sydöstra delen av landet, 70 km nordost om huvudstaden London. Wethersfield Airport ligger 100 meter över havet.
Terrängen runt Wethersfield Airport är huvudsakligen platt. Wethersfield Airport ligger uppe på en höjd. Runt Wethersfield Airport är det ganska tätbefolkat, med 222 invånare per kvadratkilometer. Närmaste större samhälle är Braintree, 10,8 km söder om Wethersfield Airport. Trakten runt Wethersfield Airport består till största delen av jordbruksmark.